# 59 de la Verge
Coordenades:  13h 16m 46.51596s; +09° 25′ 26.9590″
59 de la Verge (59 Virginis) és una estrella de  tipus espectral G, localitzada a la constel·lació de la Verge a aproximadament 57 anys llum de la Terra.

## Historial d'observacions
59 de la Verge és coneguda pels astrònoms almenys des de 1598, quan va ser catalogada per Tycho Brahe en el seu catàleg manuscrit de 1004 estrelles fixes. Brahe el va designar com a "iarvula sequens vindemiatricem", que en llatí significa "una petita seguint Vindemiatrix" (que és Èpsilon de la Verge) i li va assignar una magnitud aparent 6 (el seu valor actualitzat és 5,22). Cinc anys després, el 1603, Johann Bayer la va representar en el foli de la constel·lació de la Verge del seu atles celestial "Uranometria" i la va designar amb el número 37, la lletra "e" (d'aquí la seva nomenclatura de Bayer e Virginis o e Vir) i el nom "Alæ dextræ sequens", que en llatí significa "L'ala dreta de la següent". Bayer també li va designar una magnitud aparent 6.
Quatre-cents deu anys més tard, el 2013, July Kuzuhara et al. va anunciar el descobriment del planeta b orbitant aquesta estrella. Es va utilitzar el Telescopi Subaru dels Observatoris de Mauna Kea, a Hawaii.

## Distància
Estimacions de la distància de 59 de la Verge
| Font                     | Paral·laxi, mas | Distància, pc | Distància, al | Ref.        |
| ------------------------ | --------------- | ------------- | ------------- | ----------- |
| Gliese & Jahreiss (1991) | 74,2 ± 9,0      | 13,5+1,9−1,5  | 44,0+6,1−4,8  | GJ          |
| van Altena et al. (1995) | 63,0 ± 7,5      | 15,9+2,1−1,7  | 51,8+7,0−5,5  | GCTP (YPC)  |
| Perryman et al. (1997)   | 55,71 ± 0,85    | 17,95 ± 0,27  | 58,5 ± 0,9    | (Hipparcos) |
| van Leeuwen (2007)       | 56,95 ± 0,26    | 17,56 ± 0,08  | 57,27 ± 0,26  | (Hipparcos) |

La millor estimació està marcada en negreta.

## Edat i altres característiques
L'estrella és semblant al Sol, de tipus espectral G0V, amb una edat estimada de 160+350−60·10⁶ anys i una temperatura efectiva de 6234 ± 25 K (no gaire més calenta que el Sol). També és lleugerament més brillant que el Sol: el seu registre (L/L⊙) és 0,332 ± 0,032. El seu període de rotació és de 3,329 dies.

## Sistema planetari
El 2013 el gegant gasós GJ 504 b va ser descobert per observació directa en el sistema d'aquesta estrella. Una reanàlisi posterior va suggerir que en realitat es podria tractar d'una nana marró.